# Cercenamiento de las aletas de tiburón

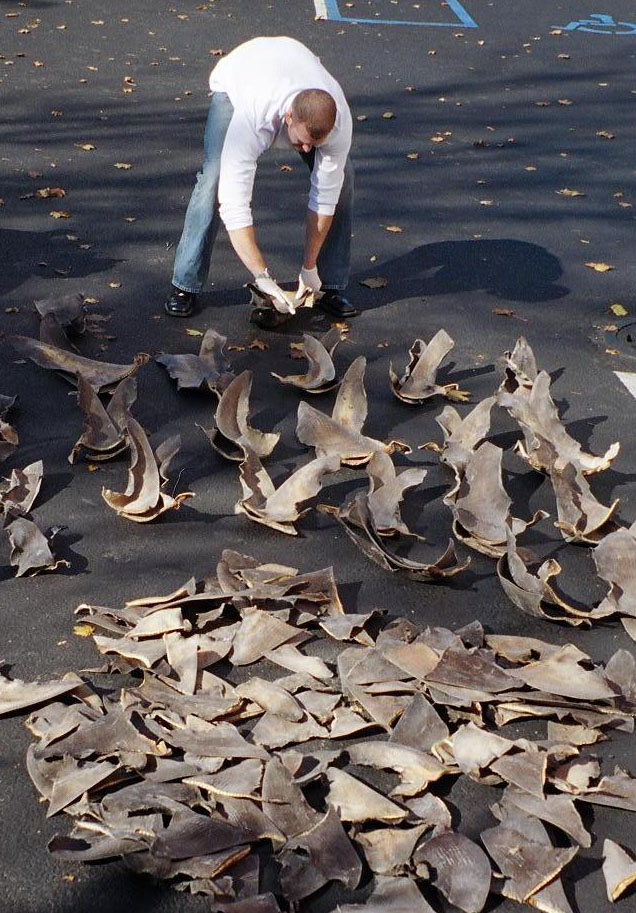
NOAA Agente de la Guardia Costera revisando aletas de tiburón confiscadas.

Se denomina cercenamiento de las aletas de tiburón (del inglés shark finning) a la práctica pesquera que consiste en atrapar tiburones, cortarle sus aletas y devolverlos mutilados al mar, donde inevitablemente morirán por asfixia —al no poder nadar y conseguir la circulación de agua por sus branquias— desangrados o devorados por otros peces.

## Efectos sobre la especie

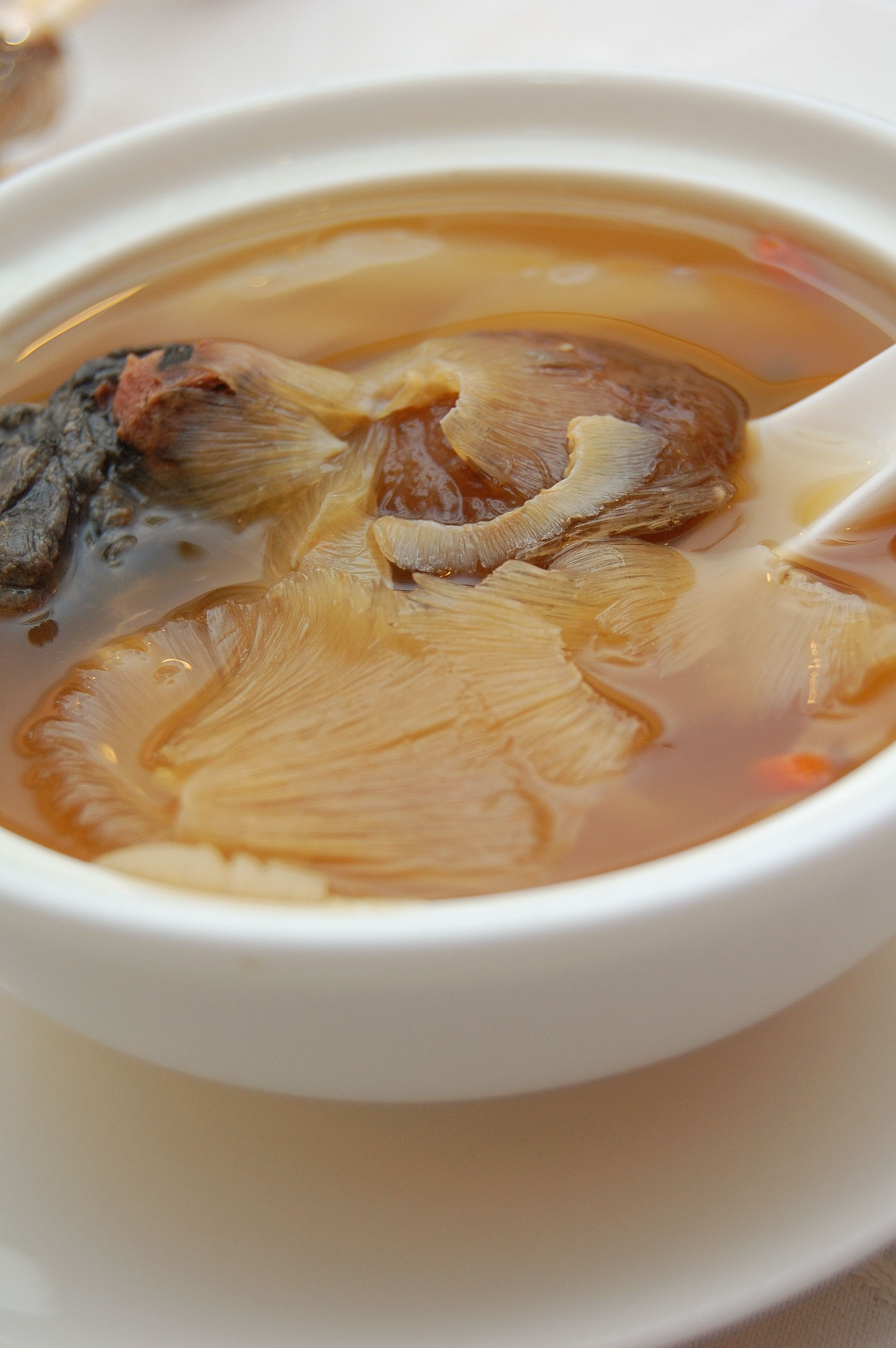
Sopa de aleta de tiburón

Estudios de la Organización de las Naciones Unidas para la Agricultura y la Alimentación (FAO) y de organizaciones conservacionistas independientes estiman que cada año se capturan entre 100 y 150 millones de tiburones. Los tiburones son presa de los barcos pesqueros por la creciente demanda de subproductos de tiburón —en particular sus aletas— para el mercado y los restaurantes asiáticos del mundo. La demanda de sopa de aleta de tiburón y de cartílago para productos farmacéuticos, no solo por parte de la medicina tradicional china, provocan una verdadera catástrofe ecológica para este grupo de peces. Por otra parte, el precio de las aletas de las especies más Solicitadas pueden alcanzar 600 euros por kilogramo.
En las últimas décadas, muchas especies de tiburones han pasado a estar al borde de la extinción debido a la sobreexplotación pesquera no sostenible y en particular por la práctica del cercenamiento, ilegal en casi todo el mundo. La Unión Europea lo ha prohibido recientemente. Su población ha disminuido en algunas especies en un 90%. Este declive es más peligroso para la supervivencia de estos peces debido a sus características ecológicas, que los hacen muy vulnerables a la captura en masa. Se trata de peces que crecen lentamente; su maduración sexual se produce al cabo de bastantes años y tienen poca descendencia.